# Naengmyeon
I naengmyeon (냉면?, 冷麵? in Corea del Sud) o raengmyŏn (랭면? in Corea del Nord) sono un piatto coreano a base di noodle freddi.

## Preparazione
I naengmyeon sono noodle freddi, e tipicamente se ne distinguono due tipi:
- Pyongyang naengmyeon (mul naengmyeon, 물냉면): di farina di grano saraceno, con una piccola parte di amido, guarniti da maiale a fette, manzo saltato in padella, cetrioli, cavolo cappuccio o uovo sodo, serviti in un brodo freddo di dongchimi (kimchi acquoso di ravanello), manzo, pollo o fagiano con aceto e senape.
- Hamhung naengmyeon (bibim naengmyeon, 비빔냉면): di amido di patata o patata dolce, asciutti e più gommosi, con un condimento piccante di gochujang.

## Varianti
Gli Hamhung naengmyeon possono essere serviti anche in brodo, accompagnati da petto di manzo, kimchi di ravanello e cetrioli, oppure con pesce crudo al posto della carne, e in questo caso prendono il nome di hoe naengmyeon (회냉면).
Esistono diverse varietà di naengmyeon in base agli ingredienti utilizzati e alla zona d'origine. A Jinju i noodle di grano saraceno sono serviti nel brodo di pesce (tra gli ingredienti usati figurano merluzzo essiccato, alghe, gamberetti e cozze) e guarniti con uovo spezzettato e frittelle di manzo, mentre i Busan milmyeon (부산 밀면) prevedono tagliatelle a base sia di grano (non saraceno) che di amido di patata, con un brodo freddo e piccante.
I Jungguk naengmyeon (중국냉면, lett. "noodle freddi cinesi") sono un piatto della cucina sino-coreana che prevede brodo ghiacciato con noodle, frutti di mare sbollentati, verdure fresche e uovo sodo, il tutto servito con salsa di senape e arachidi. Una corrispondente versione cinese chiamata Cháoxiǎn lěngmiàn (朝鲜冷面, lett. "noodle freddi coreani") o Dōngběi lěngmiàn (东北冷面, lett. "noodle freddi di Dōngběi") è popolare nella regione nordorientale della Cina al confine con la Corea.

## Consumo
I naengmyeon venivano storicamente consumati in inverno poiché il ravanello bianco per preparare il brodo è un cibo tipico di in questa stagione, ma in epoca moderna sono diventati un piatto estivo. Possono essere mangiati sia come piatto unico, sia per finire un pasto a base di carne grigliata.

## Storia
I naengmyeon hanno origine nelle regioni settentrionali della Corea, specialmente a Pyongyang e Hamhung. I Pyongyang naengmyeon sono nati nel periodo Goryeo, quando la gente mangiava i noodle di grano saraceno versandoci sopra il dongchimi gelido, poi sostituito con il brodo di carne, mentre gli Hamhung naengmyeon sono stati pensati come cibo per combattere il freddo. Secondo il Dongguksesigi, durante il regno di Joseon venivano preparati per il Dongji, il primo giorno d'inverno che cade nell'undicesimo mese del calendario lunare. La ricetta appare per la prima volta nel Sijeonseo (tardo 1800); i registri riportano anche che vennero serviti al banchetto per la ricostruzione del Gyeongbokgung: tra gli ingredienti si citano petto di manzo, cosce di maiale, kimchi di cavolo, pere, miele e pinoli. I naengmyeon sono diventati un cibo popolare sulle tavole nobili di Seul durante il periodo coloniale, e negli anni 1940 sono stati aperti diversi ristoranti dedicati a questo piatto. Dopo la Guerra di Corea si sono diffusi in tutta la penisola.

## Nella cultura di massa
Una canzone intitolata Naengmyeon è stata eseguita durante lo show Muhan dojeon da Park Myung-soo e Jessica Jung, vincendo il premio Special Album (OST Drama/Compilation) ai Melon Music Award 2009.

## Galleria d'immagini

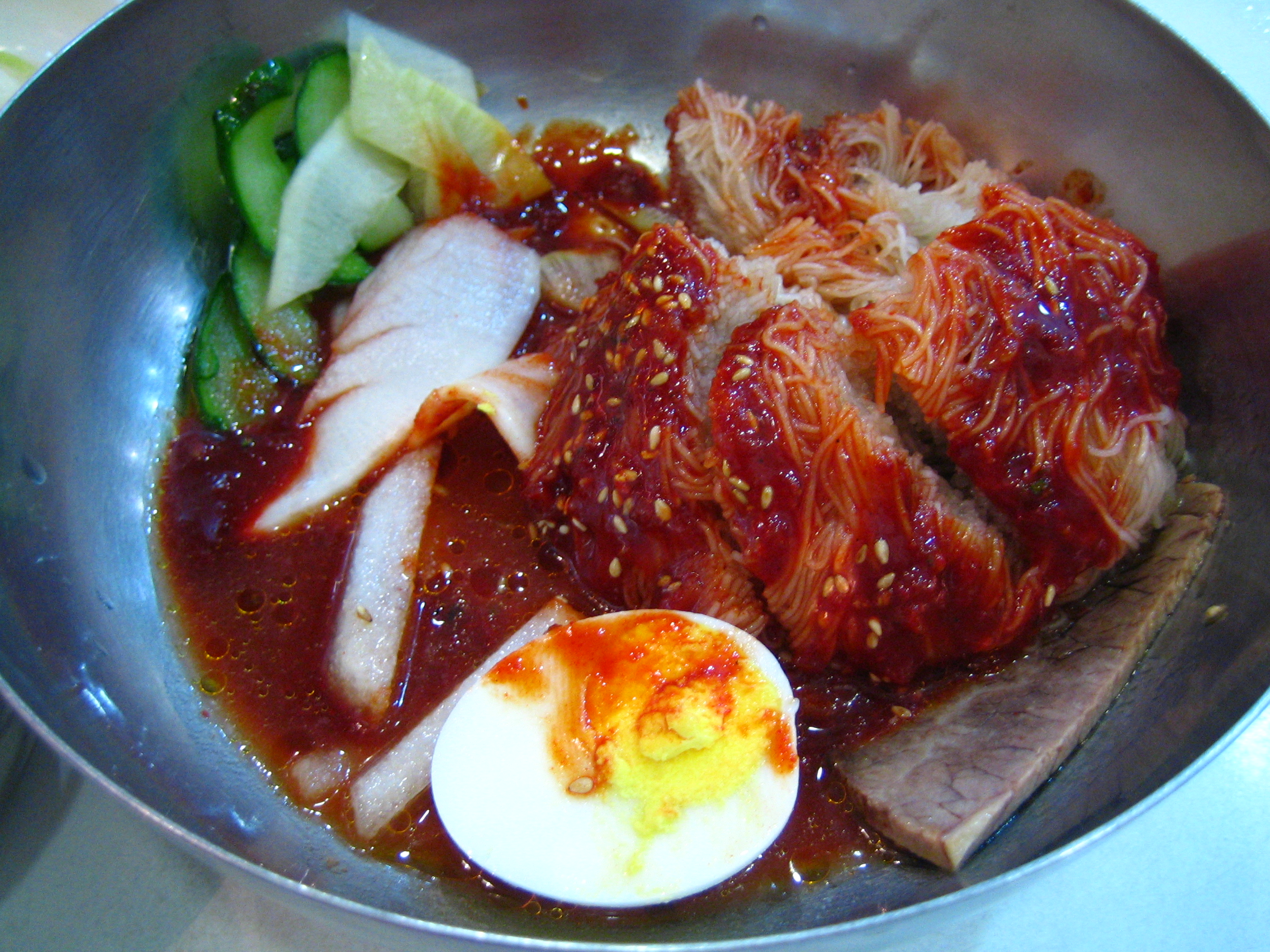
Hamhung naengmyeon.
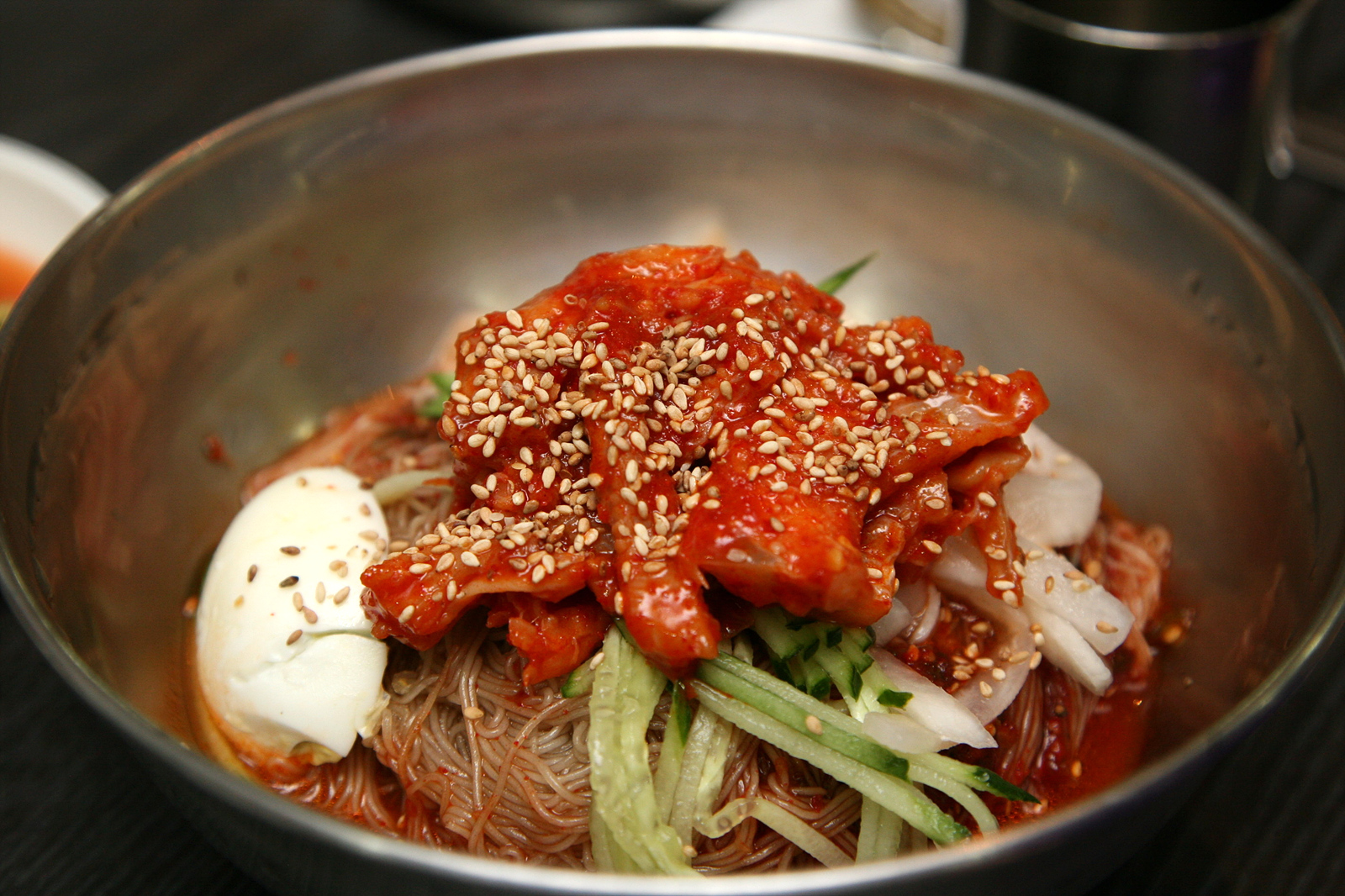
Hoe naengmyeon.
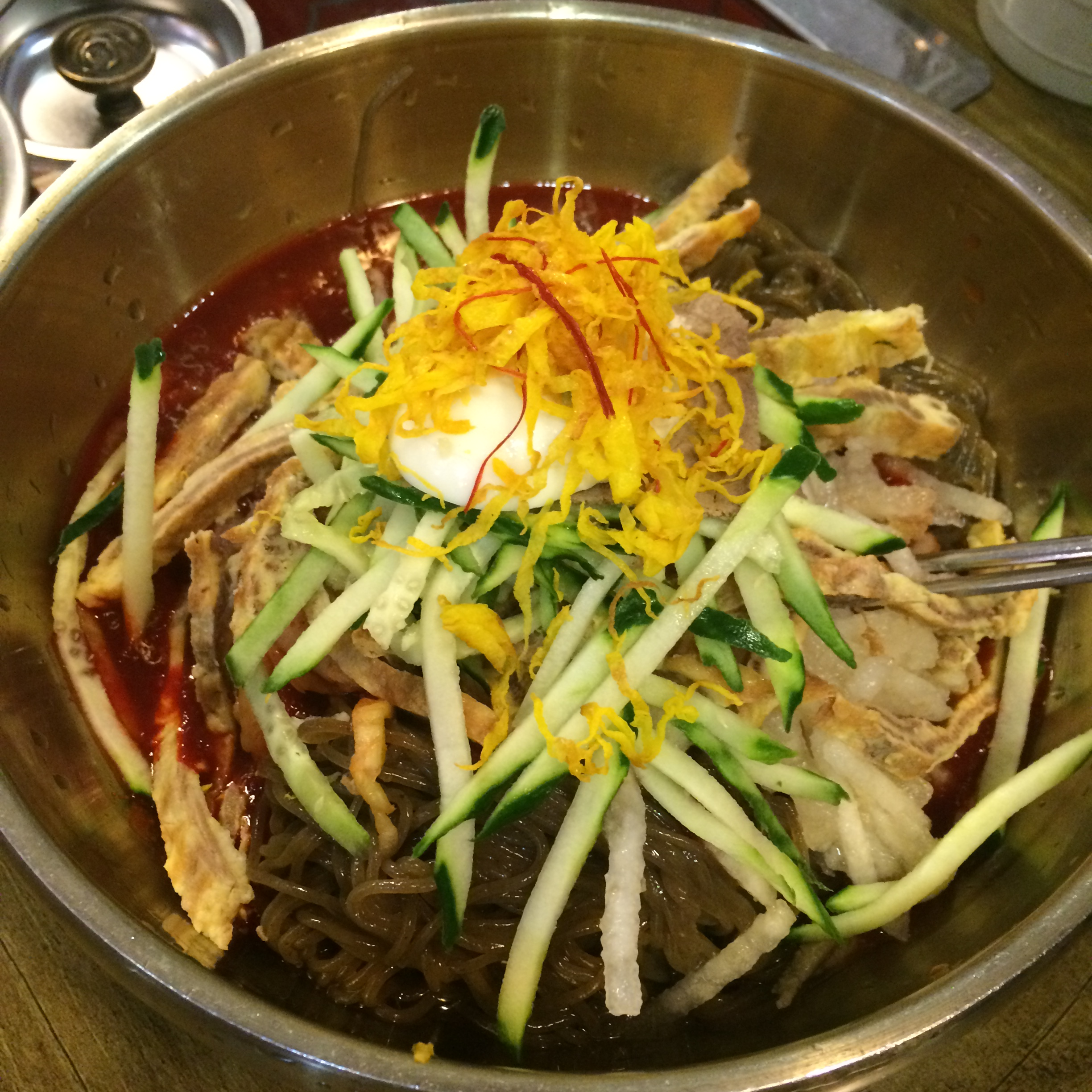
Jinju naengmyeon.
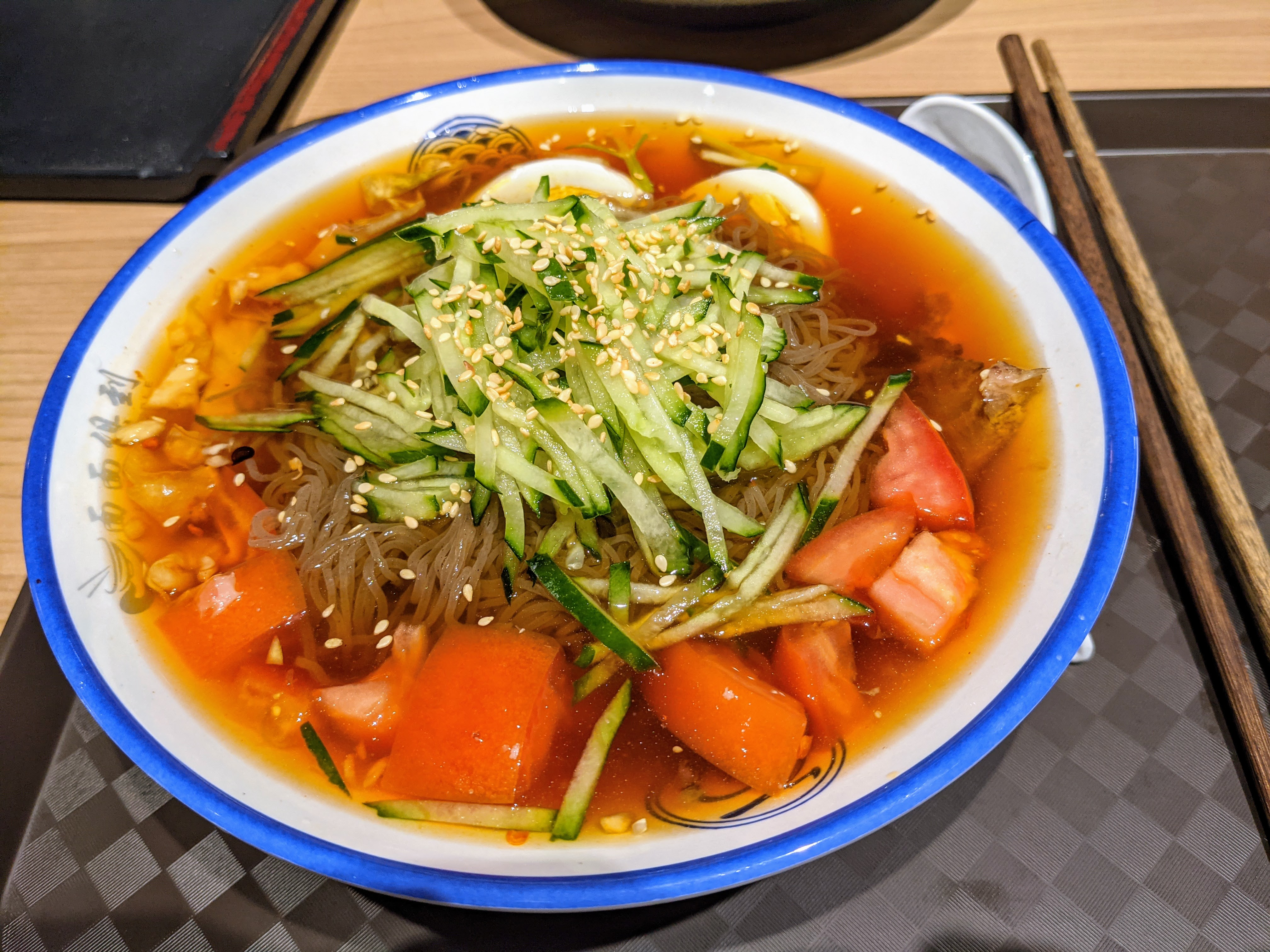
Dōngběi lěngmiàn